# Onemocnění způsobené virem Nipah
Onemocnění způsobené virem Nipah je nově poznaná zoonóza (onemocnění přenosné ze zvířat na člověka).
Poprvé byl virus detekován roce 1998 na prasečích farmách v Malajsii, původce byl popsán v roce 1999. Virus Nipah napadá především kaloně a prasata. Onemocnění se vyskytuje v Malajsii, Indii a Bangladéši na prasečích farmách, kde se přes nakažená prasata šíří dál. U lidí vyvolává virus Nipah kašel, bolesti hlavy, teploty, vážné dýchací potíže a zejména encefalitidu. Ta ve většině případů končí smrtí (až 75% smrtnost).
* spadá do kategorie Nové a znovu se objevující infekční nemoci (Emerging and reemerging infectious disease).

## Původce
Vir Nipah.
Virus spolu s příbuzným hendra virem patří mezi henipaviry. Henipaviry patří do skupiny paramyxovirů (virus příušnic, spalniček, virus psinky, virus moru skotu).

## Rezervoár (zdroj)
Rezervoárem viru jsou kaloni (Pteropodidae) – obdobně v Austrálii mohou přenášet příbuzné viry a v Africe mohou přenášet Ebolu.

## Přenos
- mezidruhový přenos (kaloň-prase-člověk), vnitrodruhový přenos (kaloni, prasata, člověk),
- přímým kontaktem s nemocnými organismy,
- prostřednictvím živočišných tkání,
- potravinami kontaminovanými výkaly nebo slinami infikovaných kaloňů (například ovoce, čerstvá ovocná šťáva apod.).[1][2]

## Klinický obraz (příznaky nemoci)
Onemocnění u vepřů (selat do půl roku) se projevuje horečkami, postižením dýchacího traktu, centrálního nervového systému a smrtí.
U lidí onemocnění může probíhat:
- bez příznaků nebo
- s příznaky (horečka, bolest hlavy, bolesti svalů, zvracení, bolest v krku) nebo
- ve formě akutního respiračního onemocnění (dechová nedostatečnost, atypické zápaly plic - pneumonie).

Pokud onemocnění virem Nipah probíhá jako encefalitida (příznaky: ospalost, poruchy vědomí, závratě a další neurologické příznaky), pak nemocní s klinickými příznaky mají smrtnost 40% až 75%.

## Inkubační doba
4 - 18 dní.

## Výskyt
Epidemie v jižní a jihovýchodní Asii, zejména v prasečích farmách v Malajsii, Indii a Bangladéši.

### Příklady
- V Malajsii si epidemie do půlky roku 1999 vyžádala 105 mrtvých z celkem 265 osob, u nichž se objevila encefalitida způsobená nákazou virem Nipah. Jednu oběť ohlásil Singapur.[2] Zároveň z důvodu epidemie bylo vybito přes 1 000 000 vepřů se souvisejícími ekonomickými dopady.[3]
- V roce 2001, tzn. za dva roky, se virus dokázal rozšířit do tisíce kilometrů vzdálených míst v Indii a v Bangladéši, kde vyvolal několik epidemií.[2][3]
- Objevil se i v Kambodži a Thajsku. Během osmi epidemií zabíjel 40 až 90 procent nakažených.[2]